# Mare Serpentis
Mare Serpentis  è una caratteristica di albedo della superficie di Marte.